# Хромат ртути(II)
Хромат ртути(II) — неорганическое соединение,
соль ртути и  хромовой кислоты
с формулой HgCrO4,
красные кристаллы,
слабо растворяется в воде,
образует кристаллогидраты.

## Получение
- Растворение оксида ртути(II) в хромовой кислоте:

{\displaystyle {\mathsf {HgO+H_{2}CrO_{4}\ {\xrightarrow {}}\ HgCrO_{4}+H_{2}O}}}

## Физические свойства
Хромат ртути(II) образует красные кристаллы нескольких модификаций:
- α-HgCrO4, моноклинная сингония, пространственная группа P 21/n, параметры ячейки a = 0,55079 нм, b = 0,85266 нм, c = 0,73503 нм, β = 94,022°, Z = 4 [1][2];
- β-HgCrO4, ромбическая сингония, пространственная группа C mcm, параметры ячейки a = 0,57187 нм, b = 0,90169 нм, c = 0,70114 нм, Z = 4 [1].

Слабо растворяется в воде,
не растворяется в ацетоне.
Образует кристаллогидраты.
Кристаллогидрат состава HgCrO4•½H2O образует кристаллы
моноклинной сингонии,
пространственная группа C 2/c,
параметры ячейки a = 1,1832 нм, b = 0,52616 нм, c = 1,4637 нм, β = 121,01°, Z = 8
.
Кристаллогидрат состава HgCrO4•H2O образует кристаллы
триклинной сингонии,
пространственная группа P 1,
параметры ячейки a = 0,56157 нм, b = 0,61115 нм, c = 0,7590 нм, α = 108,850°, β = 91,666°, γ = 116,569°, Z = 2
.